# Vatajkove (Zavorsklo), Poltava
Vatajkove (în ucraineană Ватажкове) este un sat în comuna Zavorsklo din raionul Poltava, regiunea Poltava, Ucraina.

## Demografie
Componența lingvistică a localității Vatajkove
     Ucraineană (95,68%)
     Rusă (4,32%)
Conform recensământului din 2001, majoritatea populației localității Vatajkove era vorbitoare de ucraineană (95,68%), existând în minoritate și vorbitori de rusă (4,32%).